# Моленд (тауншип, Миннесота)
Моленд (англ. Moland) — тауншип в округе Клей, Миннесота, США. На 2000 год его население составило 340 человек.

## География
По данным Бюро переписи населения США площадь тауншипа составляет 91,0 км², из которых 91,0 км² занимает суша, a вода составляет 0,03 %.

## Демография
По данным переписи населения 2000 года здесь находились 340 человек, 124 домохозяйства и 91 семья.  Плотность населения —  3,7 чел./км².  На территории тауншипа расположено 129 построек со средней плотностью 1,4 построек на один квадратный километр. Расовый состав населения: 99,12 % белых, 0,59 % азиатов и 0,29 % приходится на две или более других рас. Испанцы или латиноамериканцы любой расы составляли 1,47 % от популяции тауншипа.
Из 124 домохозяйств в 42,7 % воспитывались дети до 18 лет, в 69,4 % проживали супружеские пары, в 3,2 % проживали незамужние женщины и в 26,6 % домохозяйств проживали несемейные люди. 22,6 % домохозяйств состояли из одного человека, при том 7,3 % из — одиноких пожилых людей старше 65 лет. Средний размер домохозяйства — 2,74, а семьи — 3,29 человека.
32,4 % населения — младше 18 лет, 4,7 % — в возрасте от 18 до 24 лет, 31,8 % — от 25 до 44, 20,9 % — от 45 до 64, и 10,3 % — старше 65 лет. Средний возраст — 37 лет. На каждые 100 женщин приходилось 108,6 мужчин.  На каждые 100 женщин старше 18 приходилось 109,1 мужчин.
Средний годовой доход домохозяйства составлял 52 083 доллара, а средний годовой доход семьи —  57 188 долларов. Средний доход мужчин —  33 750  долларов, в то время как у женщин — 28 750. Доход на душу населения составил 28 200 долларов. За чертой бедности находились 2,1 % семей и 3,8 % всего населения тауншипа, из которых 5,7 % младше 18 лет.